# Clara y Elena
Clara y Elena es una película española dirigida por Manuel Iborra.

## Argumento
Clara (Verónica Forqué) y Elena (Carmen Maura) son 2 hermanas con 2 años de diferencia, que aunque se criaron juntas, han estado distanciadas al hacerse adultas. Elena, la mayor, siempre ha sido muy juguetona e inquieta; mientras que Clara es más soñadora. 
Un día le diagnostican un cáncer a Clara y su hermana se volcará en cuerpo y alma para que supere con éxito esta enfermedad.

## Reparto
| Actor/Actriz         | Personaje         |
| -------------------- | ----------------- |
| Carmen Maura         | Elena             |
| Verónica Forqué      | Clara             |
| Jorge Sanz           | Camarero          |
| Alexis Valdés        | Vendedor          |
| Manuel Alexandre     | Doctor            |
| Elena Ballesteros    | Elena adolescente |
| Ferran Botifoll      |                   |
| Vanesa Cabeza        | Lupe              |
| Nadia de Santiago    | Elena niña        |
| Fernando Delgado     | Padre             |
| Amanda García        | Clara Adolescente |
| Nerea García         | Clara Niña        |
| Vicente Haro         | Vicente           |
| Javier Lago          |                   |
| Lucas Martín         |                   |
| José Antonio Navarro |                   |
| Francesc Orella      | Eddy              |
| Pablo Rivero         |                   |
| José María Sacristán |                   |
| Aurora Sánchez       |                   |
| Natalia Sánchez      |                   |

- Datos: Q5771174